# Кричківська сільська рада
| Кричківська сільська рада — орган місцевого самоврядування у Богородчанському районі Івано-Франківської області з адміністративним центром у с. Кричка. Сільській раді підпорядковані населені пункти: - с. Кричка |

## Склад ради
Рада складається з 20 депутатів та голови.

### Керівний склад ради
| ПІБ                     | Основні відомості                                                 | Дата обрання | Дата звільнення |
| ----------------------- | ----------------------------------------------------------------- | ------------ | --------------- |
| Глушак Любов Дмитрівна  | Сільський голова, 1961 року народження, освіта                    | 26.03.2006   | 31.10.2010      |
| Струк Дмитро Михайлович | Сільський голова, 1962 року народження, освіта вища, безпартійний | 31.10.2010   |                 |

Примітка: таблиця складена за даними джерела